# Ikeda (Gifu)
Ikeda (池田町?) è una cittadina giapponese della prefettura di Gifu.